# 萊蒙特劇院

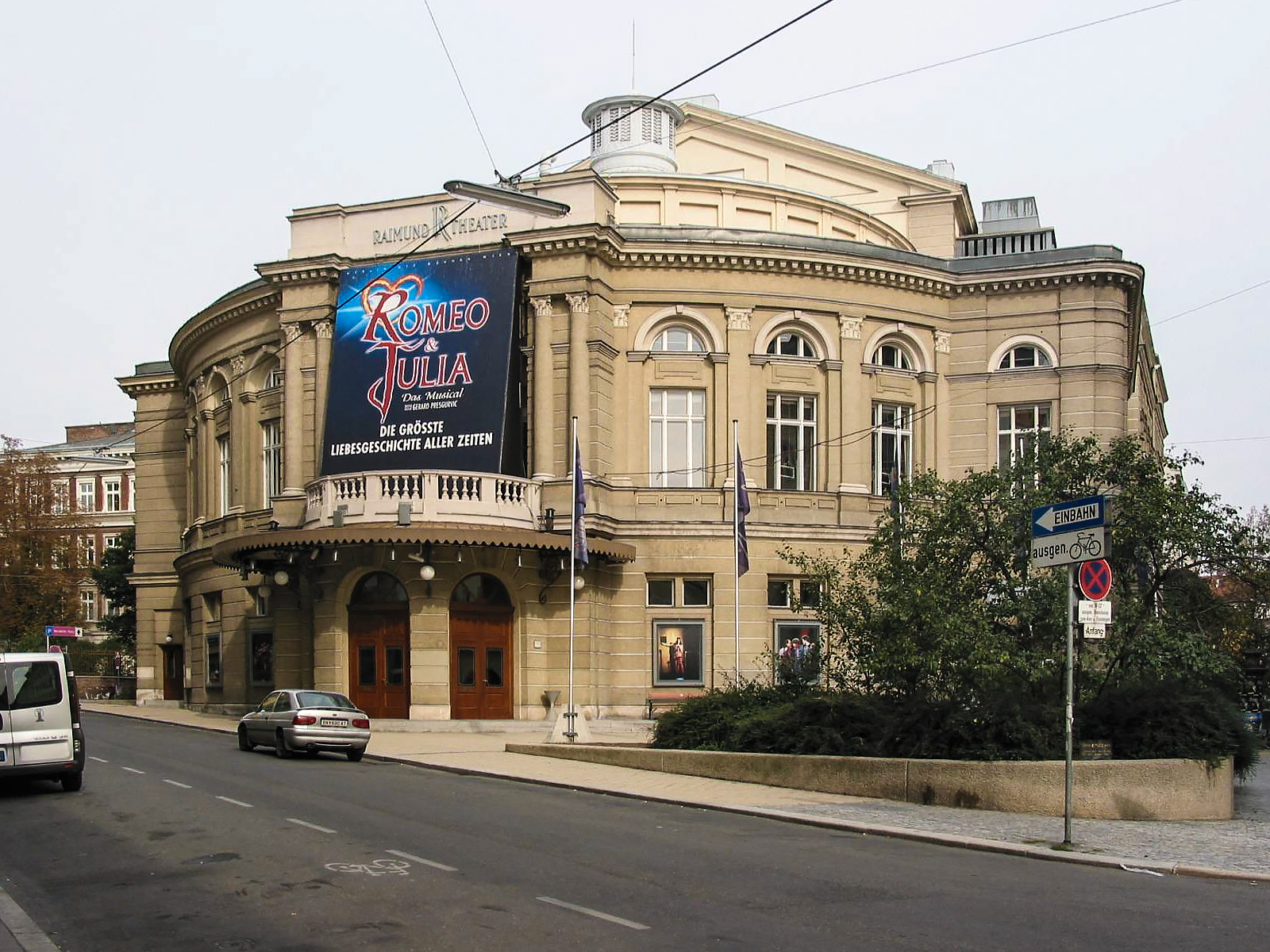

萊蒙特劇院（德語：Raimundtheater）是位於奧地利維也納瑪利亞希爾夫內的一座劇院。萊蒙特劇院開業於1893年。現在萊蒙特劇院可以容納1000人。

## 外部連結
- Raimund Theatre's English-language Web page （页面存档备份，存于）

48°11′32″N 16°20′23″E / 48.1922°N 16.3397°E